# 오얌구
오얌구(Oyam)는 우간다 북부에 위치한 구로, 행정 중심지는 오얌이며 인구는 268,400명(2002년 인구 조사 기준)이다.
행정 구역상으로는 북부 주에 속하며 1개 군(오얌 군)을 관할한다. 남동쪽으로는 리라 구, 북동쪽으로는 파데르 구, 북쪽으로는 굴루 구, 북서쪽으로는 아무루 구, 서쪽으로는 백나일강을 경계로 마신디 구와 접한다.

## 같이 보기
- 북부주 (우간다)
- 우간다의 행정 구역